# Мерино, Ана
А́на Мери́но (исп. Ana Merino, июнь 1971, Мадрид) — испанская поэтесса, писательница и драматург.

## Биография
Дочь писателя, члена Испанской академии Хосе Мария Мерино (род. 1941). Закончила исторический факультет Автономного Мадридского университета. Проходила стажировку в Колумбусе, защитила в Питтсбурге диссертацию по латиноамериканским комиксам, монография на её материале издана в Испании в 2003 году. С 2004 по 2014 год Мерино была членом совета директоров Центра исследований комиксов, а с 2001 по 2011 год — членом исполнительного комитета Международного форума комиксов. Статьи Мерино о комиксах появились в Leer, DDLV, The Comics Journal, Международном журнале комиксов и др. Выступала куратором четырех выставок комиксов и является автором двуязычного каталога Fantagraphis creadores del canon (2003).
Преподавала в университете штата Айова, в настоящее время читает испанскую и латиноамериканскую словесность и культуру в Дартмутском колледже.
Муж — художник Феликс де ла Конча (род. 1962).

## Сочинения

### Стихотворения
- Preparativos para un viaje (1995, премия Адонаис)
- Los días gemelos (1997)
- La voz de los relojes (2000)
- Juegos de niños (2003, премия Луиса де Леона)
- Compañera de celda (2006, англ. пер. 2007)
- Hagamos caso al tigre (2010)

### Роман
- El hombre de los dos corazones (2009)

## Признание
Стихи Аны Мерино изданы на английском, немецком и болгарском языках.